# Rosse renvogel
De rosse renvogel (Cursorius rufus) is een soort uit het geslacht Cursorius uit de familie renvogels en vorkstaartplevieren (Glareolidae).

## Kenmerken
Het verenkleed van deze vogel is zandkleurig met een roestige toon en is voor beide geslachten gelijk. Het is de ideale camouflage in zijn woestijnachtige habitat. De lichaamslengte bedraagt 20 tot 23 cm en het gewicht 70 tot 80 gram.

## Leefwijze
Het zijn goede sprinters, maar bij het opmerken van gevaar blijven ze kaarsrecht stilstaan, met de rug naar de belager toe. Ze zijn dan nagenoeg onzichtbaar voor hun vijand. Hun voedsel bestaat hoofdzakelijk uit insecten, zoals termieten, kevers en mieren.

## Voortplanting
Deze vogel maakt geen nest, maar legt de eieren op de kale grond, vaak tussen grasbosjes. De 1 tot 2 eieren worden ten minste 25 dagen uitgebroed door beide ouders. De kuikens verlaten het nest binnen 8 uur na het uitkomen en hurken laag na een waarschuwing van de ouders voor dreigend gevaar.

## Verspreiding en leefgebied
Deze soort komt voor in droge habitats in zuidelijk Afrika, die zich uitstrekken van het zuidwesten van Angola door Namibië naar de Noordkaap en de aangrenzende provincies, evenals het zuiden van Botswana. Het geeft de voorkeur aan open, schaars begroeide gebieden, zoals zwaar begraasde of verbrande graslanden, steenachtige halfwoestijnen, kale of met licht gras begroeide pannen, omgeploegde akkers en ook wel kustduinen.